# (303) Josephina
(303) Josephina és un asteroide pertanyent al cinturó exterior d'asteroides descobert el 12 de febrer de 1891 per Elia Millosevich des de l'observatori astronòmic del 
Collegio Romano a Roma, Itàlia. El seu nom es deu a una persona molt estimada del descobridor.

## Característiques orbitals
Orbita a una distància mitjana de 3,124 ua del Sol, podent acostar-se fins a 2,929 ua i allunyar-se fins a 3,318 ua. La seva inclinació orbital és de 6,873° i l'excentricitat de 0,06232. Tarda 2.016 dies a completar una òrbita al voltant de Sol.